# Matchmaking (videohra)
Matchmaking, volně přeloženo jako dohazování, je v multiplayerových hrách proces spojování hráčů dohromady do skupin či připojení na herní online servery.

## Prvky

### Seznamy
Seznamy serverů jsou automaticky spravované listy online her, do kterých se mohou hráči připojit a odejít dle vlastního uvážení. Sada předdefinovaných pravidel se používá k určení konfigurace každé relace bez potřeby lidského zásahu.

Hry budou obvykle nabízet výběr motivovaných seznamů (např. týmové či sólové hry, nepředvídatelná pravidla atd.), které budou vyhovovat různým vkusům nebo náladám. Vzhledem k tomu, že seznamy jsou zpracovávány servery řízenými vývojářem hry, je možné, že budou v průběhu času měněny.
Když si hráč vybere seznam, připojí se ke skupině dalších lidí, kteří provedli stejnou volbu. Server seznamu je buď připojí k existující relaci nebo vytvoří novou.

### Skupiny
Parties jsou skupiny hráčů, které jsou poté systémem považovány za jediný subjekt. Skupina může přeskočit z relace do relace, aniž by se její hráči od sebe navzájem oddělili. Koncept je zvláště vhodný pro seznamy, které dokáží pracovat s vícečlennou skupinou a dokáže propočítat, aby protější tým disponoval stejným či podobným počtem členů a podobnými herními znalostmi.

### Místnosti
Místnosti se nachází v menu, kde si hráči mohou prohlédnout nadcházející hru, prohlédnout si výsledky posledního zápasu, změnit nastavení a vzájemně si promluvit. V mnoha případech se na oblast či mapu, kde se čeká na vyhledání hry, referuje jako lobby, avšak někdy je lobby stylizováno jen jako obrazovka s obrázky hráčů, kteří jsou s vámi ve skupině.
V mnoha hrách se hráči vracejí do lobby na konci každého zasedání. Někteří hráči, kteří se připojili k již zahájené relaci, jsou umístěni ve vstupní hale až do začátku dalšího zasedání. Vzhledem k tomu, že lobby využívají jen málo zdrojů, jsou někdy navíc používány jako prostor pro hráče, zatímco je hledán vhodný hostitel pro nadcházející relaci.
Lobby vytvořené náhodným hledáním mají často před spuštěním relace odpočítávací časovač, zatímco lobby vytvořené hráčem obecně začíná podle uvážení tohoto hráče.

### Hodnocení
Mnoho systémů matchmakingu se vyznačuje systémem hodnocení, který se snaží shromáždit hráče se zhruba stejnými schopnostmi. Jedním z těchto systémů je například TrueSkill od Xbox Live .
Hry, které obsahují systém hodnocení, obvykle nabízejí nehodnocené relace pro hráče, kteří nechtějí, aby jejich výkon byl zaznamenán a analyzován. Ti jsou drženi odděleně tak, aby hráči, kteří hledají nehodnocené relace a ti co hledají hodnocené relace, nehráli v jedné hře.

### Serverové prohlížeče
Některé hry (zejména ty s dedikovanými servery) obsahují seznam aktivních relací pro hráče a umožňují jim ručně jednu vybrat. Tento systém lze použít ve spojení s pořadím a lobby, ale většinou je tento seznam omezen jen na servery, které byly vytvořeny hráči.
Většina těchto serverových prohlížečů umožňuje hráčům filtrovat výsledky. Mezi běžná kritéria filtrů patří název serveru, počet hráčů, režim hry a latence.

### Seznamy kontaktů
Jednou z nejzákladnějších a nejběžnějších forem matchmakingu je poskytnutí seznamu ostatních hráčů, se kterými jste se již dříve setkali, a mohli byste znovu chtít hrát. Stav jednotlivých hráčů (offline, online, právě hrající) je zobrazen, je možnost připojit se k probíhající relaci a obvykle je možné posílat zprávy do chatu.
V mnoha případech jsou seznamy kontaktů (seznamy přátel) spravovány platformou, na které hra běží (např. Xbox Live, PlayStation Network, Steam) pro zjednodušení správy kontaktů.

### Chat
Ve většině moderních online systémů pro více hráčů existuje chatový systém, kde lidé mohou komunikovat s ostatními po celém světě. Chatování pomáhá přátelům udržovat si vzájemnou strategii, mluvit s ostatními a dělá hru zábavnější.